# Joseph-Désiré Court
Pour les articles homonymes, voir Court et Joseph Court.
Joseph-Désiré Court, né à Rouen le 14 septembre 1797 et mort à Paris le 23 janvier 1865, est un peintre français.

## Biographie
Descendant par sa mère du portraitiste Hyacinthe Rigaud, Joseph-Désiré Court manifesta de bonne heure une vocation pour la peinture. Entré d’abord à l'école municipale de dessin de Descamps, où ses premiers pas furent guidés par Descamps fils, conservateur du musée de Rouen et Carpentier, professeur, il se fit remarquer par de rapides progrès. Il passa ensuite dans l’atelier de Gros, dans les leçons duquel il puisa le secret de cette puissance de coloris qui distingue les plus remarquables de ses ouvrages.
La pension que le jeune Court recevait de sa famille pendant son séjour à Paris étant fort restreinte, celui-ci y suppléait en peignant, pendant les heures que l’atelier lui laissait libres, de petits tableaux qu’Alphonse Giroux lui achetait à des prix modiques. À l’aide de ces travaux, Court pouvait se suffire, mais il n’y aurait pas trouvé les moyens de réaliser le projet qu’il avait conçu d’aller visiter Rome pour y compléter son éducation artistique. Aux premières ouvertures qu’il avait faites relativement à ce projet, on lui avait représenté les difficultés de l’accomplir sans recommandations et sans ressources. Mais, en même temps, on lui avait indiqué que quelques jeunes gens pouvaient faire ce voyage aux frais de l’État, quand ils avaient obtenu le prix du concours de Rome. Le jeune artiste avait répondu : « Eh bien ! soit, je gagnerai le prix ! » et il réalisa cette promesse qu’il s’était faite à lui-même, quelques années plus tard, en remportant, le 6 octobre 1821, le grand prix de peinture avec, comme sujet de concours, Samson livré aux Philistins par Dalila (Paris, École nationale supérieure des beaux-arts), où le mouvement de Samson portant la main à sa tête fut surtout admiré.
Ce succès assura à Court, pour plusieurs années, conformément à ses plus vives aspirations, le séjour de la Ville éternelle, au milieu des chefs-d’œuvre de l’art. Le jeune peintre sut mettre à profit ce séjour et c’est de Rome qu’il envoya successivement aux expositions parisiennes une Scène du Déluge, Hippolyte renversé de son Char, Un faune au bain attirant à lui une jeune fille, et enfin, en 1827, La Mort de César. La Scène du Déluge, conservée au musée des Beaux-Arts de Lyon, résumait bien l’enseignement de Gros et montrait la robustesse du talent de Court. Au-dessus de cet ouvrage vint se placer la composition dramatique de La Mort de César, acquise par le musée du Luxembourg et qui reste son œuvre capitale. Une gravure au trait par Charles Normand de ce tableau, dans lequel l’artiste a su s’élever par le style à la hauteur de son sujet a été publiée dans le Précis de l’Académie de 1828.
Le 27 juin 1828, l’Académie de Rouen lui conféra le titre de membre correspondant et lui commanda un tableau destiné à orner sa nouvelle salle des séances, avec Corneille accueilli au théâtre par le grand Condé, après une représentation de Cinna pour sujet. Bien que l’Académie n’ait demandé à Court qu’un tableau de chevalet, Court déclara « qu’il ne voulait pas peindre Corneille en miniature » et exécuta une grande page d’histoire. Dans la séance publique du 30 août 1831, l’Académie lui remit une médaille d’or à l’effigie du Poussin, en marque de satisfaction et de gratitude.

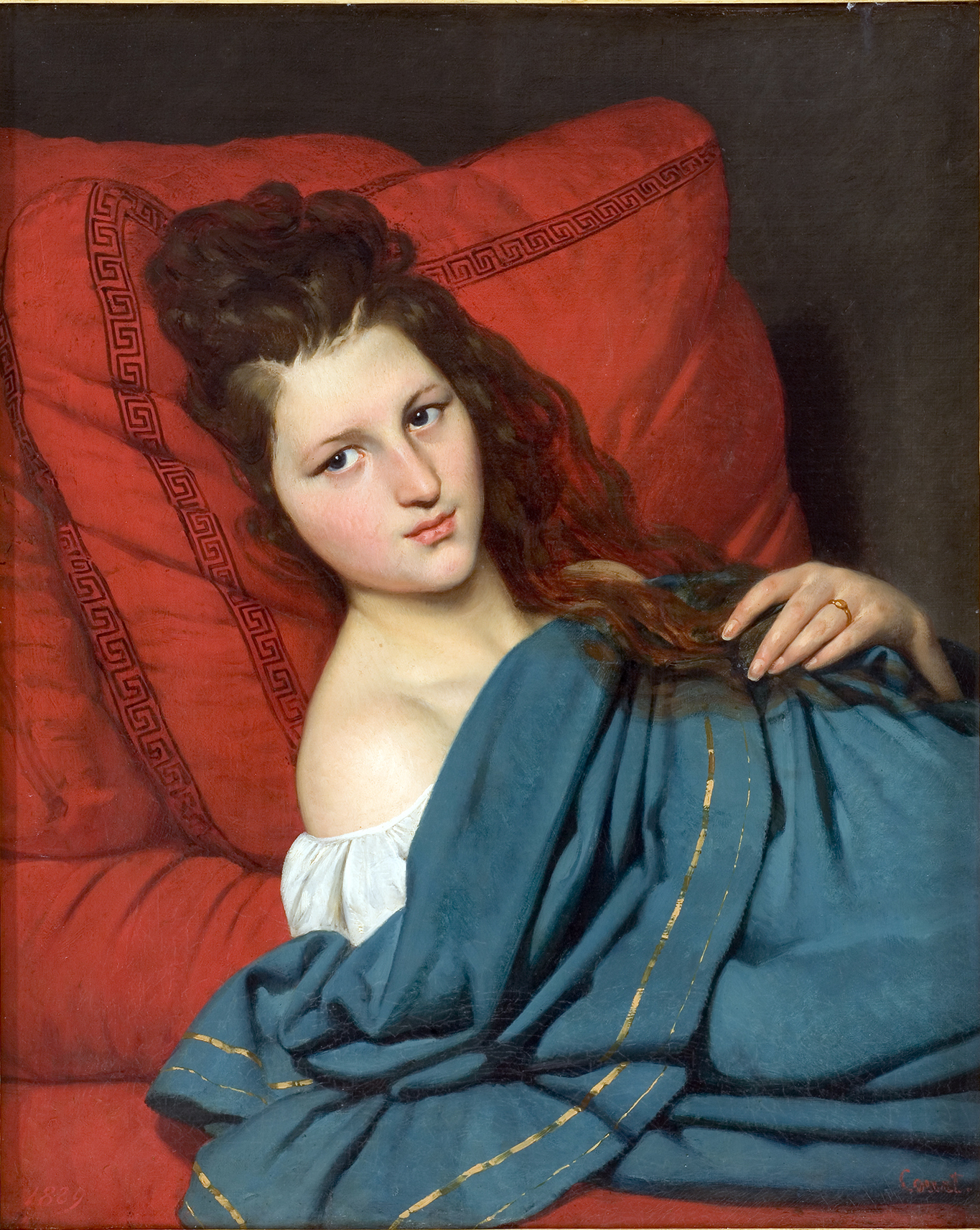
Femme à mi-corps, couchée sur un divan (1829), huile sur toile,, Montpellier, musée Fabre. Portrait présumé de la femme de l’artiste.

Le gouvernement de 1830 ayant mis au concours, pour une grande toile destinée à orner l’hémicycle de la nouvelle salle de la Chambre des députés, trois sujets : Le Serment de Louis-Philippe en 1830, Mirabeau devant Dreux-Brézé aux États généraux de 1789, Boissy d’Anglas saluant la tête du député Féraud, assassiné par la populace révoltée, le 1er prairial, an VII, Court concourut et remporta le prix pour le deuxième sujet, mais vit l’esquisse d'Auguste Vinchon préférée pour le premier prix. Mécontent de la décision du jury, il ne réalisa pas son tableau, préférant en appeler à l’opinion publique en exécutant, à ses risques et périls, et en exposant au Salon de 1833, un tableau aux dimensions imposantes qui se distingue par une touche large, un coloris vigoureux. Les deux œuvres sont conservées au musée des Beaux-Arts de Rouen.
L’œuvre de Court renferme néanmoins de nombreuses et d’importantes toiles d’histoire, parmi les plus connues : Saint Pierre, au pouvoir des Romains, s’embarquant pour Jérusalem (Paris, église Saint-Louis-en-l'Île) ; Le Roi Louis-Philippe distribuant les drapeaux à la Garde nationale, le 29 août 1830 (Versailles, musée de l'Histoire de France) ; Le Mariage du roi des Belges, Léopold Ier, avec la princesse Louise d’Orléans (même musée) ; La Fuite de Ben-Aïssa, gouverneur de Constantine ; la Bienfaisance, tableau dédié aux Dames de la Charité maternelle de Rouen ; Le Martyre de sainte Agnès .
Parmi les grands travaux dont Court fut chargé, figurent également les peintures du premier salon de l'hôtel de ville de Paris, avec les dix-huit panneaux qui en dépendent — composition exécutée en 1841 sur la demande du préfet de la Seine Rambuteau — et la peinture de la coupole de la nouvelle cathédrale Saint-Isaac de Saint-Pétersbourg, dédiée en 1850.

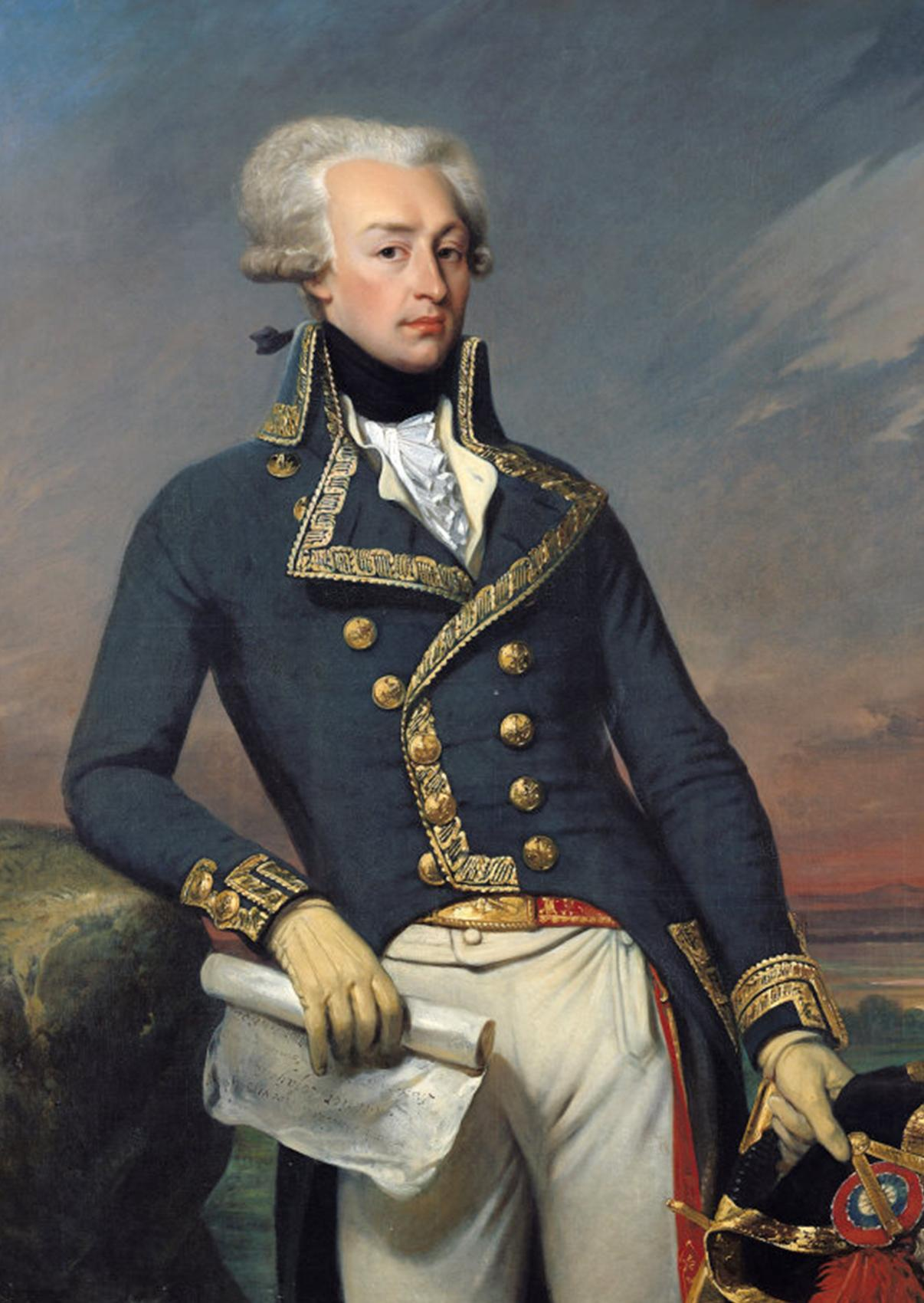
Marie-Joseph Paul Yves Gilbert du Motier, marquis de La Fayette (1834), château de Versailles.

Court avait un talent tout particulier pour le portrait. Avec la vogue qui s’attachait à ces œuvres, les commandes affluaient dans l’atelier du peintre. On a surtout remarqué, parmi les personnages officiels, ceux du roi Louis-Philippe, de sa sœur Mme Adélaïde, du roi et de la reine de Danemark, du pape Pie IX, du cardinal prince de Croÿ, de Sibour, du maréchal Soult, du maréchal Pélissier, du premier président Franck-Carré, etc. Le portrait de son premier professeur, Marc-Antoine Descamps est conservé au musée des Beaux-Arts de Rouen. Déjà souffrant de la maladie qui devait l’emporter, il avait commencé celui de Descamps fils, médecin à Rouen, auquel il voulait léguer ce souvenir. Comme il insistait vivement pour le terminer, le docteur, qui voyait toute la gravité de son état, dut s’y opposer lui-même, malgré le regret qu’il devait ressentir de le posséder inachevé.
À un talent éprouvé, Court joignait une grande modestie. Ce peintre, dont le talent se signalait d’une manière si brillante, était obligeant : sa distinction, son urbanité lui conciliaient tous les suffrages. Court était d’un caractère généreux. En 1859, à la fin de l’exposition d’Ary Scheffer, ses amis le pressèrent de faire aussi dans le même local une exhibition de ses œuvres. Il céda à leurs instances. Mais malgré le travail que cette exposition devait lui demander, et le temps précieux qu’elle devait lui prendre, il exigea que le produit en fût entièrement versé au profit de la caisse des artistes. Malgré les travaux nombreux qui semblaient devoir le fixer à Paris, il avait installé son atelier dans le vieil hôpital de Saint-Germain-en-Laye, devenu depuis le musée départemental Maurice-Denis, mais désirait depuis longtemps revenir dans sa ville natale.

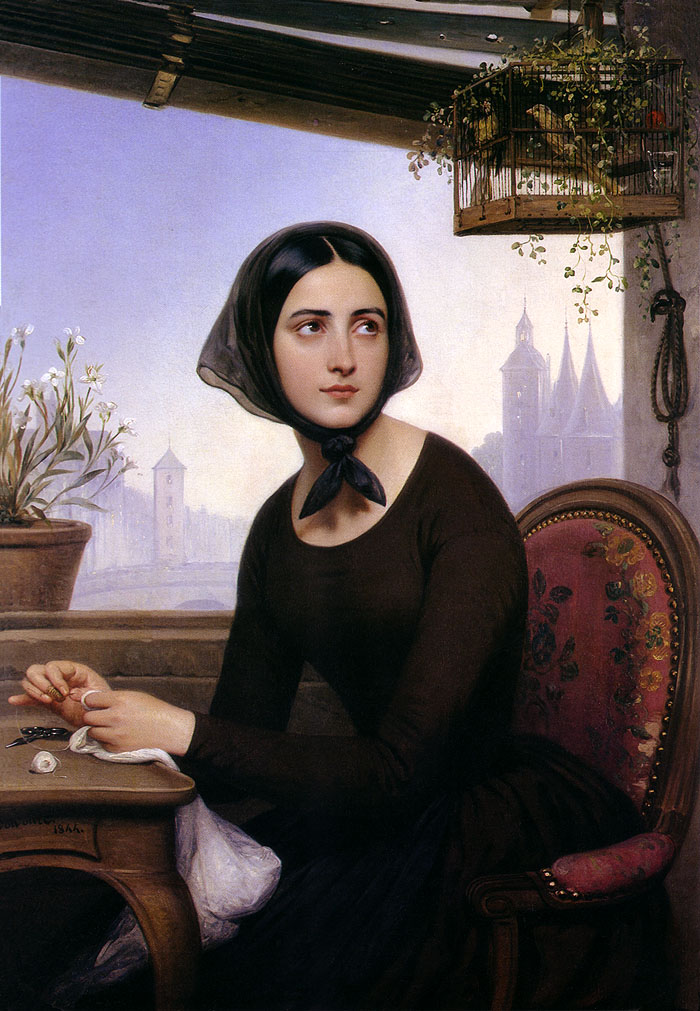
Rigolette cherchant à se distraire en l’absence de Germain (1844), musée des Beaux-Arts de Rouen. D'après Les Mystères de Paris d’Eugène Sue.

Le 11 mai 1853, il fut nommé conservateur du musée de Rouen, emploi dans lequel il apporta le zèle consciencieux et l’activité dont il avait déjà fourni tant de preuves. On lui doit la restauration et, pour ainsi dire, la rénovation des salles du musée. Soutenu par une administration désireuse de seconder le mouvement artistique en Normandie, il sut donner à ses expositions de peinture un développement qu’elles n’avaient pas atteint auparavant.
En 1851, figura à la vente de succession de Louis-Philippe Ier, mort en exil en Angleterre, l’année précédente, La Mort d’Hippolyte, et en 1866 à la vente Court, l’esquisse du Marquis de Dreux-Brézé et Mirabeau à l’Assemblée nationale.
Atteint depuis plusieurs mois déjà de la maladie à laquelle il devait succomber, sa dépouille fut, suivant son désir, rapportée à Rouen pour reposer au cimetière monumental dans un tombeau réalisé par Auguste Iguel élevé par une souscription ouverte par la Société des amis des arts.
Court avait obtenu plusieurs médailles au Salon du Louvre. Il était chevalier de la Légion d'honneur et décoré de l’ordre danois du Dannebrog.

« La plus brillante carrière semblait s’ouvrir pour Joseph Court. Prix de Rome en 1821, avec Samson livré aux Philistins par Dalila, il affirma sa réputation à son deuxième Salon, en 1827, avec La Mort de César. L’œuvre eut un retentissement considérable et fut acquise par l’État. Court fit preuve encore de sérieuses qualités de peintre dans sa toile du Salon de 1833 Boissy d’Anglas saluant la tête de Féraud, mais dès lors il ne s’éleva pas au-dessus d’une honnête médiocrité, sauf dans quelques portraits. Il eut une part très importante dans les tableaux destinés au musée de Versailles. En 1853, il fut nommé conservateur du Musée de Rouen, poste où il finit sa vie. Il avait obtenu une médaille de 1er classe en 1831 et était chevalier de la Légion d'honneur depuis 1838. »

— Emmanuel Bénézit, Dictionnaire des peintres, dessinateurs et graveurs, vol. I, p. 1027.

## Œuvres

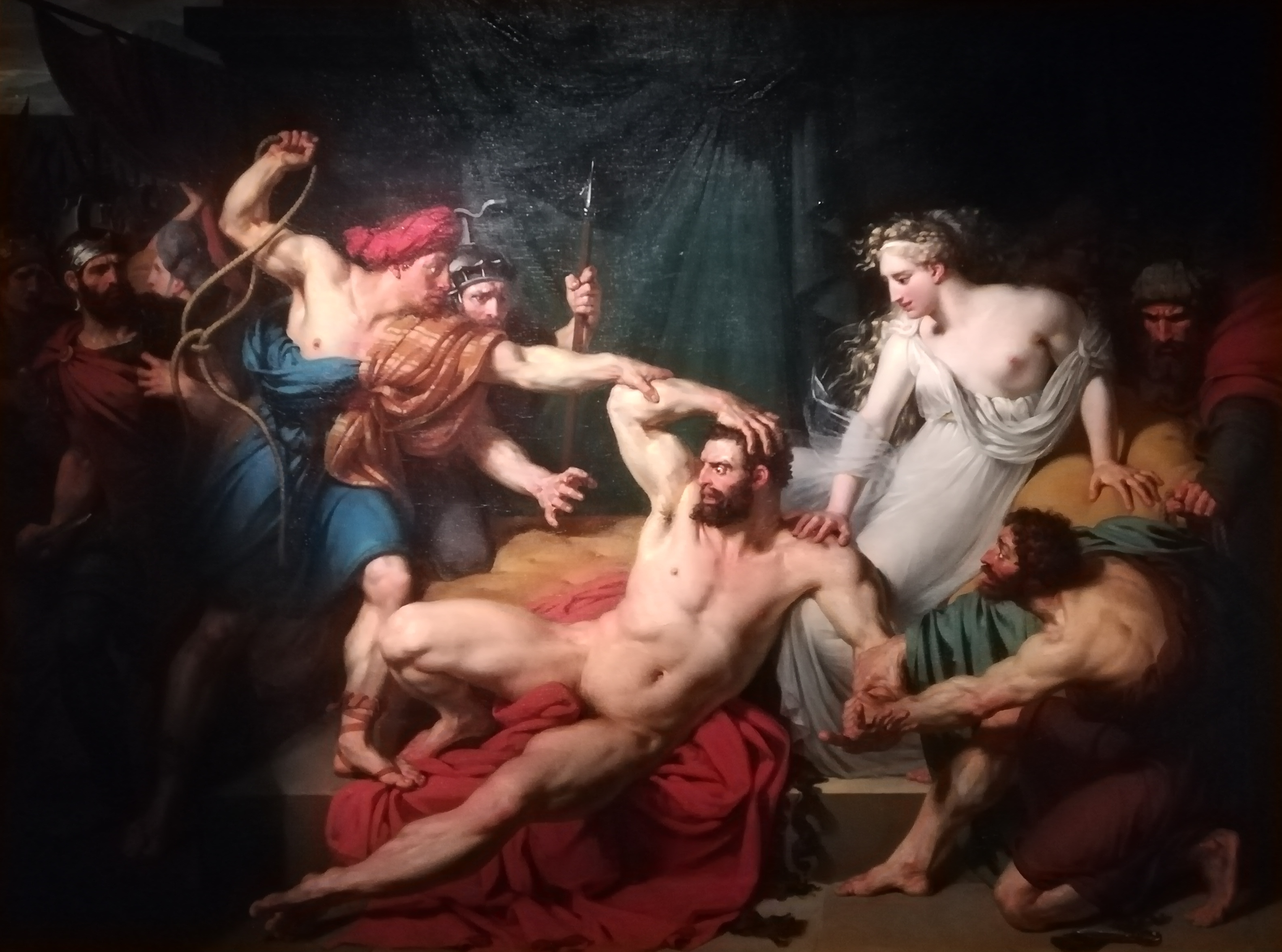
Samson livré aux Philistins par Dalila (1822, musée de l'École nationale supérieure des beaux-arts).

- Alençon, musée des Beaux-Arts et de la Dentelle :
  - Charlotte Corday entrant chez Marat ;
  - Une jeune fille venant trouver le fleuve Scamandre, ou Nymphe et Faune au bain, 1824.
- Chantilly, musée Condé : Portrait de la princesse Louise d’Orléans, reine des Belges.
- Châteauroux, musée Bertrand :
  - Portrait de M. Amédée Thayer en costume d'atelier, huile sur toile, s. d.
  - Portrait de Monsieur Amédée Thayer, huile sur toile, signée et datée 1846.
  - Portrait de Madame Amédée Thayer, née Hortense Bertrand, huile sur toile, signée et datée, 1844.
- Dijon, musée Magnin : Portrait présumé de la fille de l'artiste.
- Louviers, musée municipal :
  - La fuite de Ben Aïssa, huile sur toile, 1839 ;
  - Le rachat des prisonniers russes, huile sur toile, 1864.
- Lyon, musée des Beaux-Arts : Scène du Déluge, 1827.
- Montpellier, musée Fabre :
  - La Mort d'Hippolyte, 1825 ;
  - La Mort de César, 1827, esquisse ;
  - Femme à mi-corps, couchée sur un divan, 1829, huile sur toile.
- Paris :
  - École nationale supérieure des beaux-arts : Samson livré aux Philistins par Dalila, 1822.
  - musée du Louvre : Le Maréchal comte Vallée.
- Rouen, musée des Beaux-Arts :
  - Le Martyre de sainte Agnès, Salon de 1865 ;
  - Rigolette cherchant à se distraire en l’absence de Germain, 1844 ;
  - Jeune fille tenant un miroir ;
  - La Glaneuse ;
  - La Lettre de Waterloo ;
- Versailles, musée de l'Histoire de France :
  - Le Duc d’Orléans signe la lieutenance générale du royaume (tableau qui sera interprété en gravure par Achille Désiré Lefèvre pour les Galeries historiques de Versailles de Charles Gavard) ;
  - Le Roi donne les drapeaux à la Garde nationale de Paris et de la banlieue ;
  - Sylvain Charles, comte Valée, maréchal de France, 1838 ;
  - Portrait de Pierre François Léonard Fontaine, architecte, huile sur toile[6].
- Saint-Pétersbourg, Musée de l'Ermitage :
  - Portrait d'une femme, 1842, huile sur toile.

Œuvres de Joseph-Désiré Court
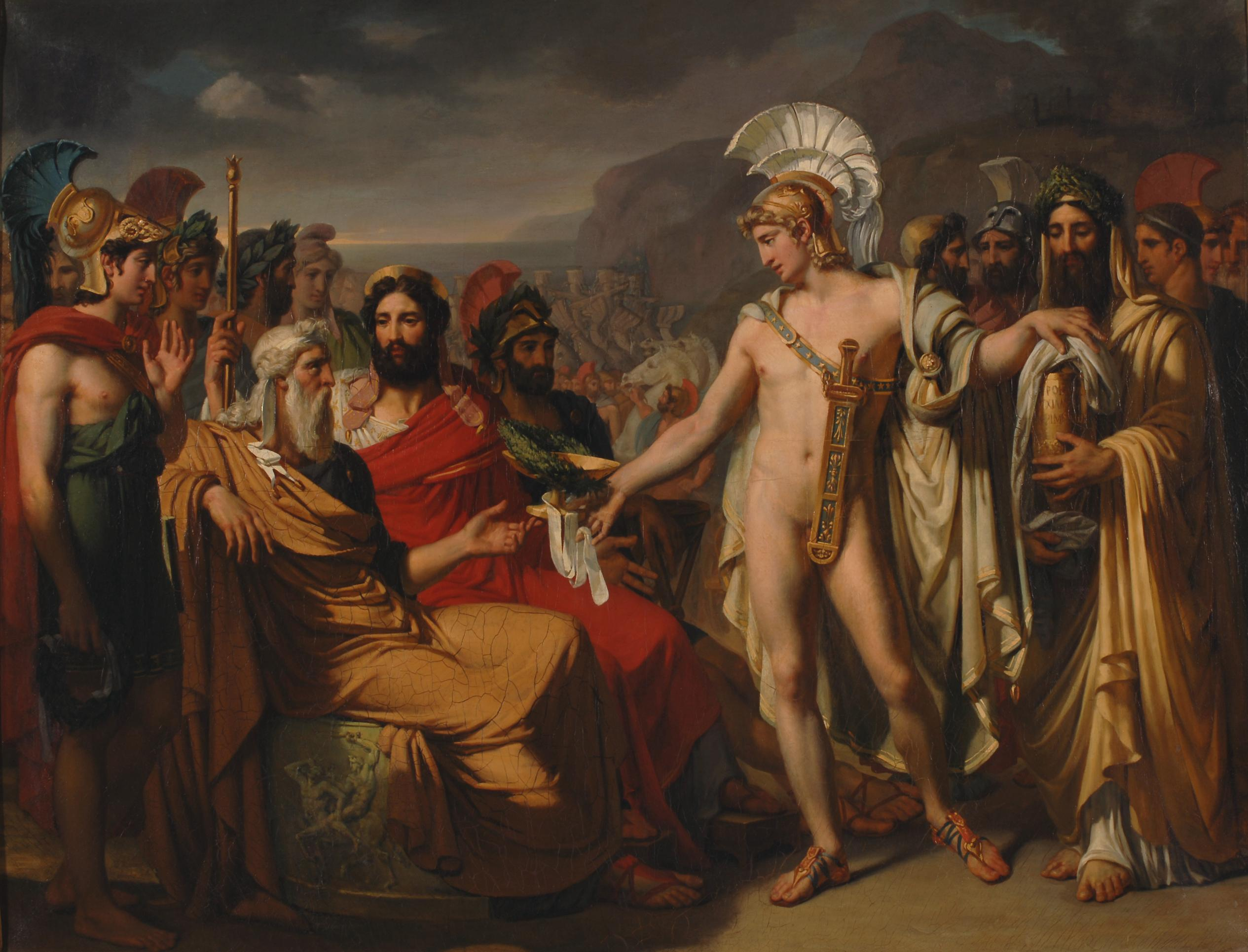
Achille donne à Nestor le prix de la sagesse aux Jeux olympiques (1820), musée des Beaux-Arts de Rouen.
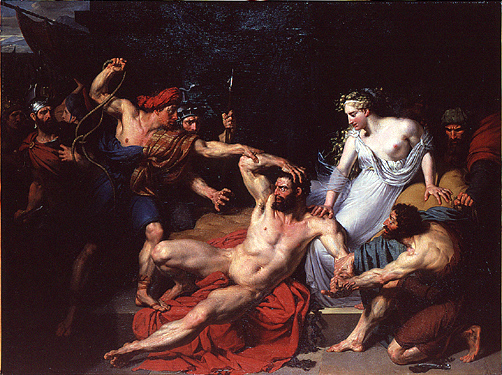
Samson livré aux Philistins par Dalila (1821), Paris, École nationale supérieure des beaux-arts.
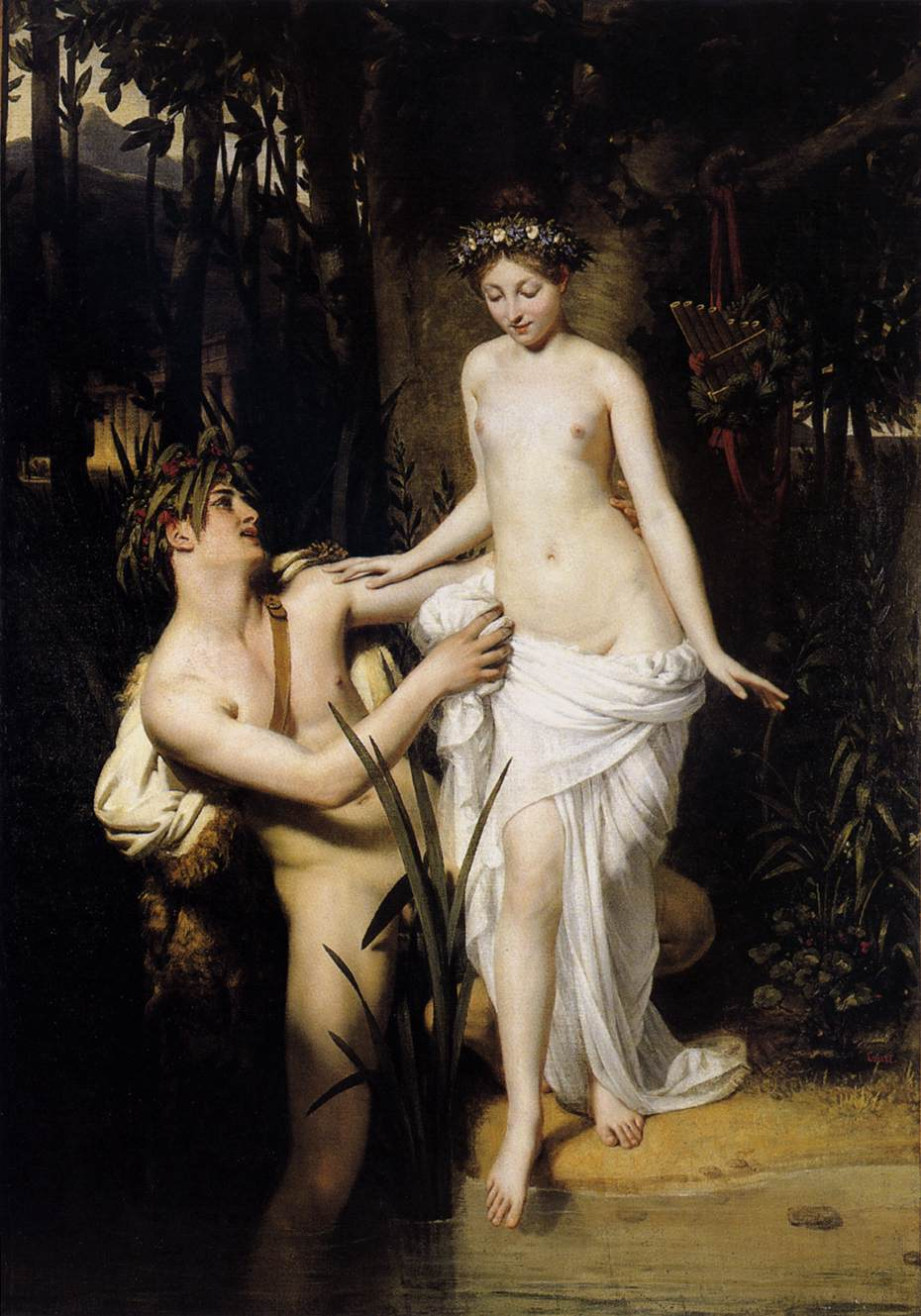
Nymphe et Faune au bain (1824), Alençon, musée des Beaux-Arts et de la Dentelle.
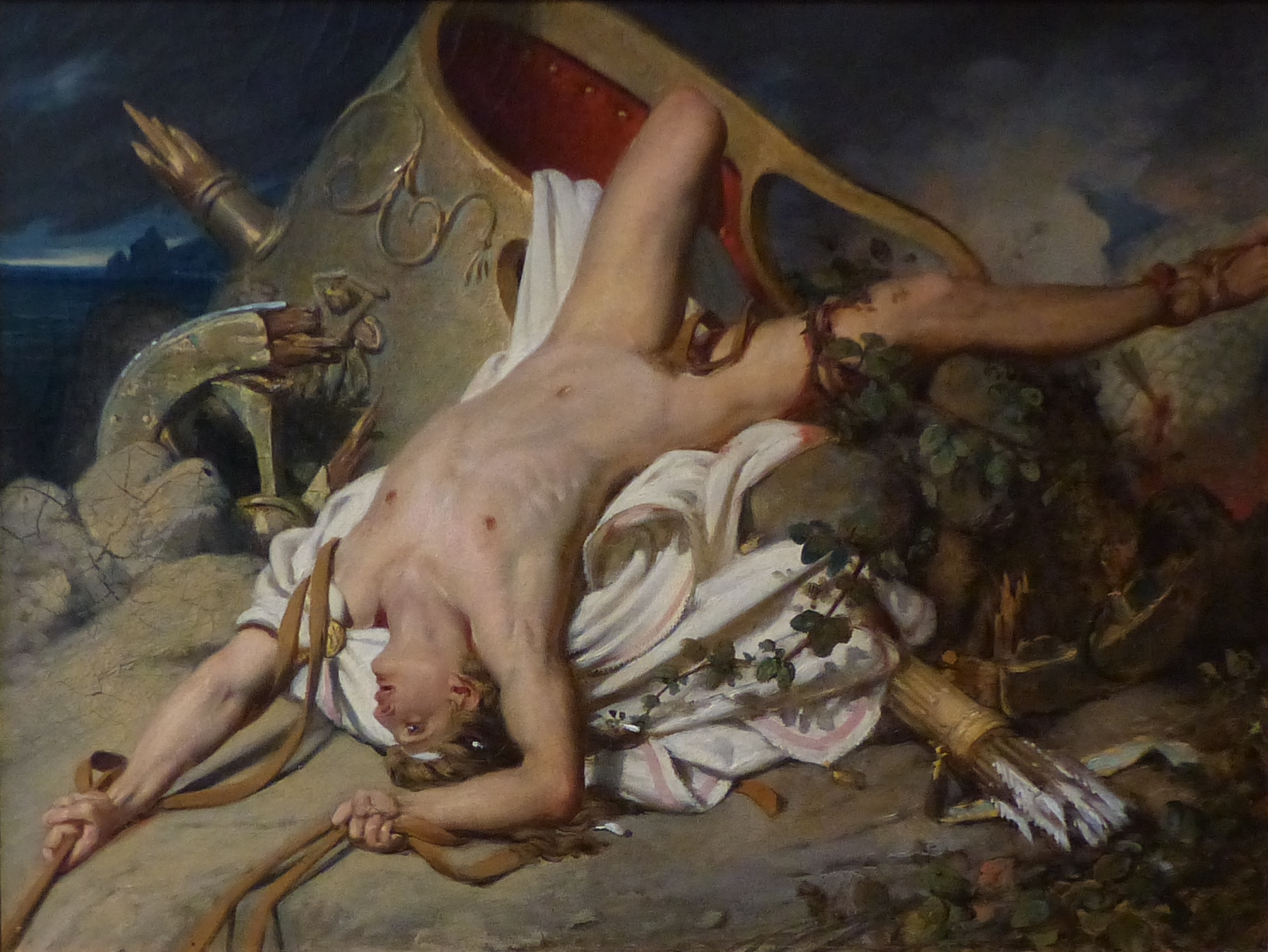
La Mort d'Hippolyte (1825), Montpellier, musée Fabre.
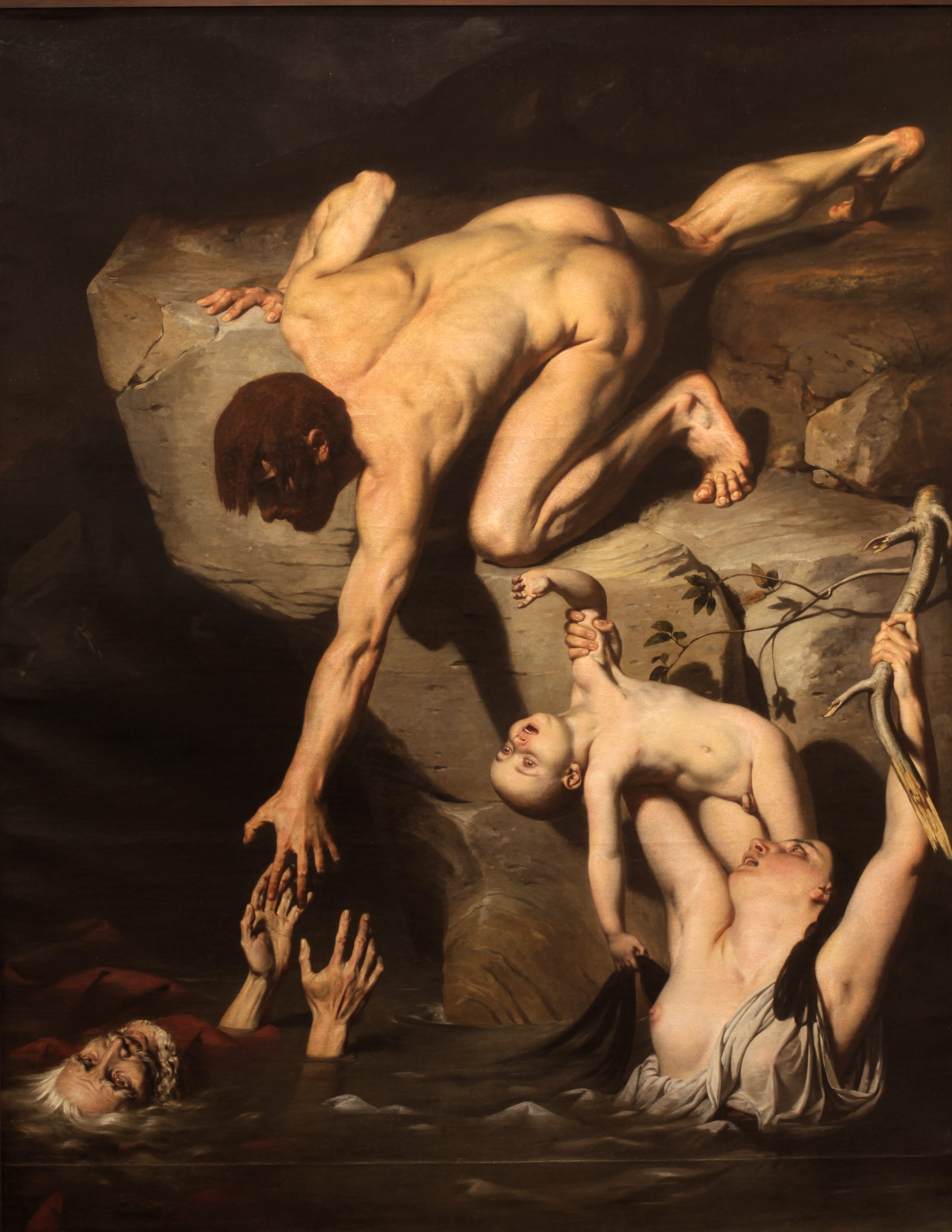
Scène du Déluge (1827), musée des Beaux-Arts de Lyon.
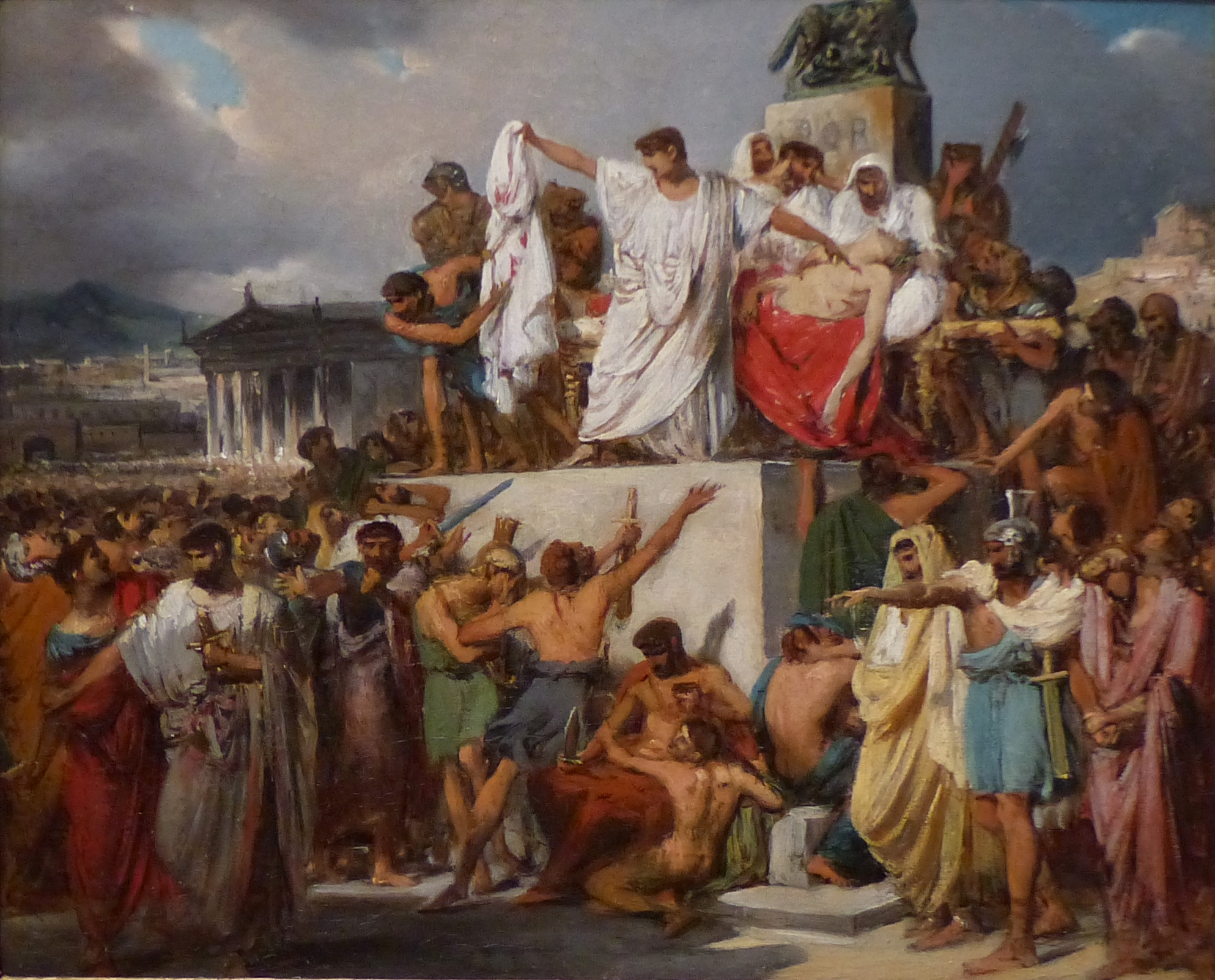
La Mort de César (1827), esquisse, Montpellier, musée Fabre.
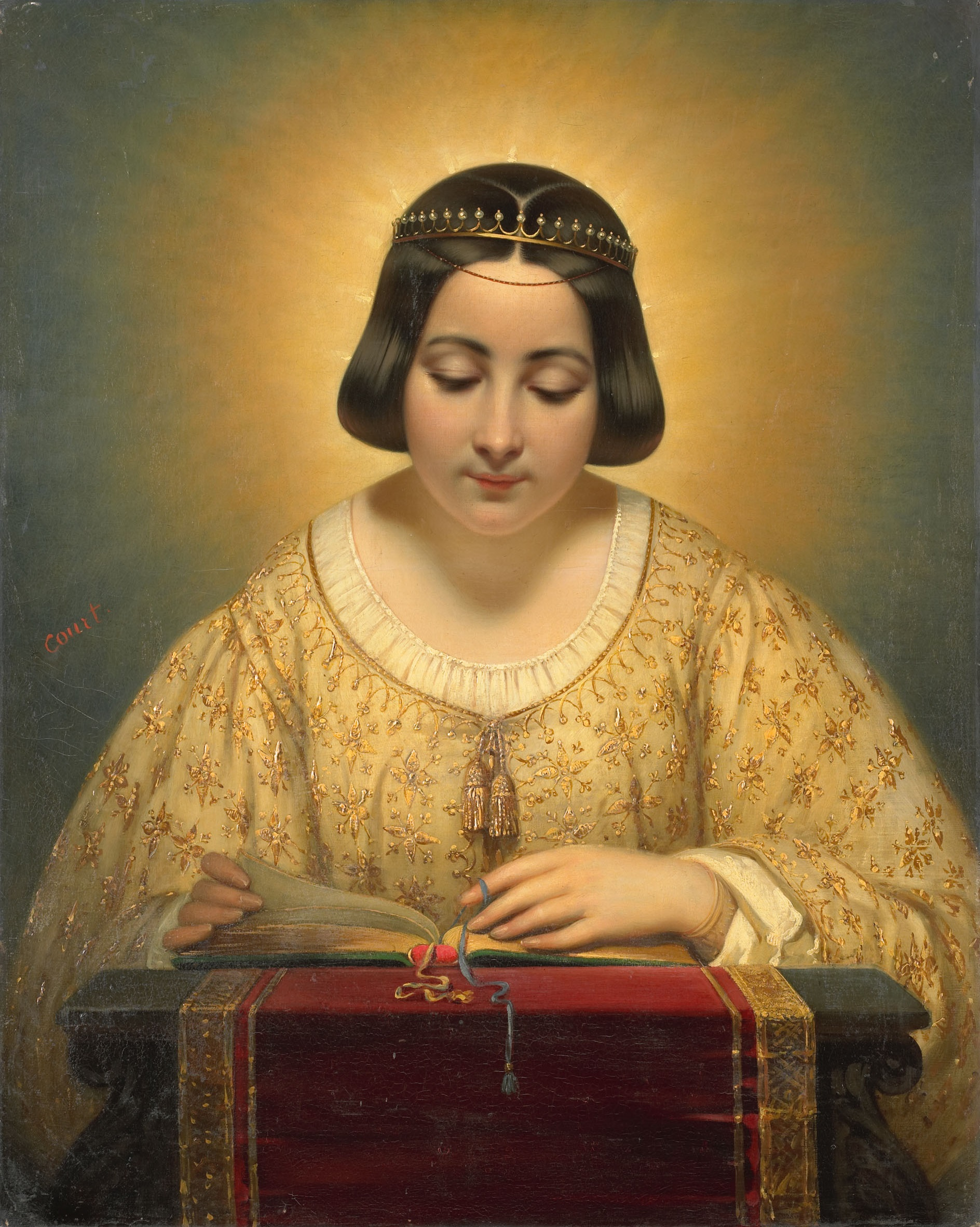
La Comtesse de Pagès, née de Cornellan, en sainte Catherine (entre 1820 et 1850), Amsterdam, Rijksmuseum.
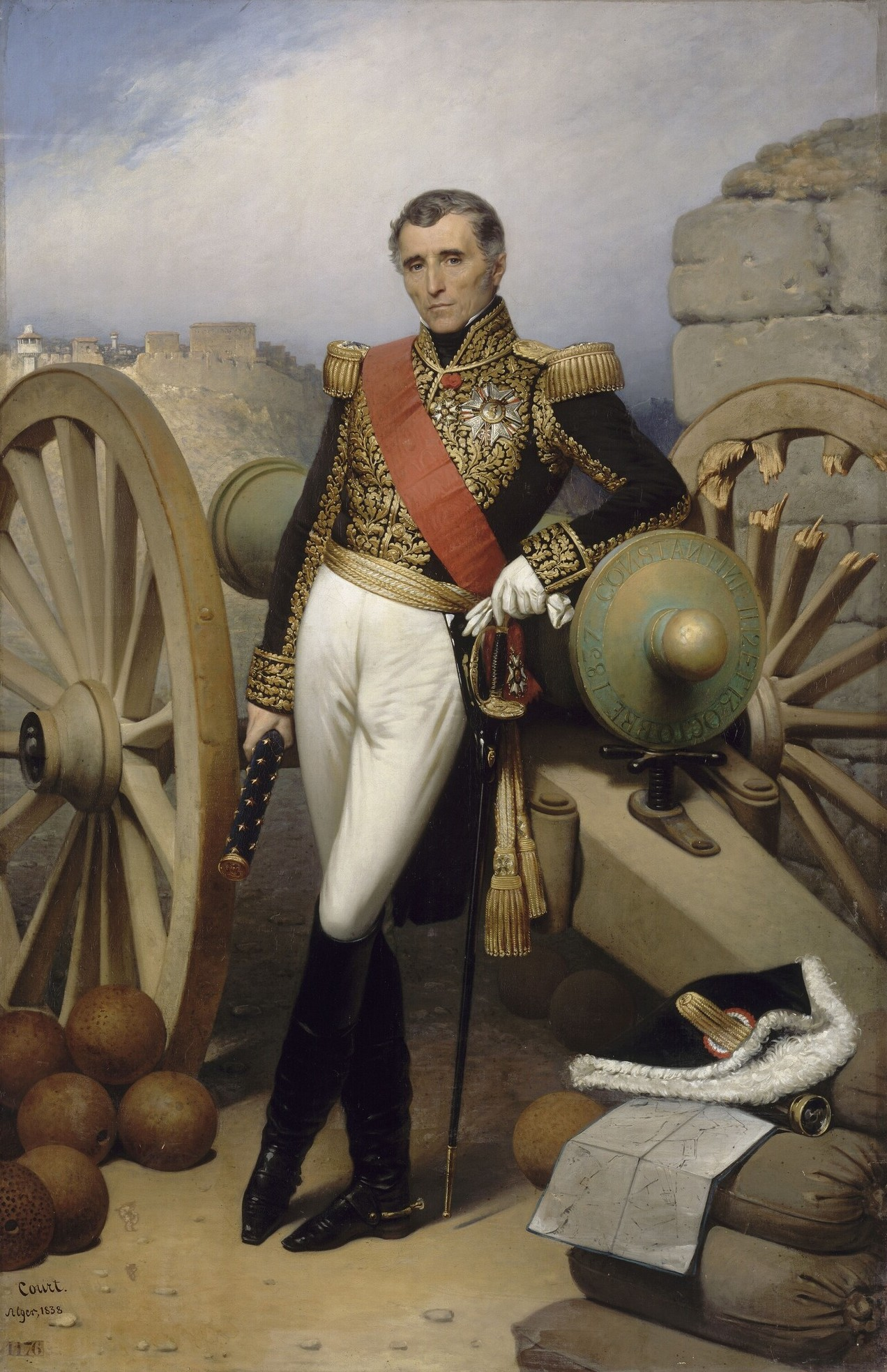
Sylvain Charles, comte Valée, maréchal de France (1838), Versailles, musée de l'Histoire de France.